# Labidochromis chisumulae
Espèce
Statut de conservation UICN

 LC  : Préoccupation mineure
Labidochromis chisumulae est une espèce de poissons d'eau douce de la famille des Cichlidae endémique du lac Malawi en Afrique.

## Répartition
Ce poisson est endémique du lac Malawi et ne se rencontre qu'aux alentours de l'île de Chizumulu (sur le territoire du Malawi),.

## Description
Les mâles de Labidochromis chisumulae peuvent mesurer jusqu'à 66 mm, queue non comprise. Les femelles restent légèrement plus petites.

## Aquariophilie
À ne pas confondre et maintenir en aquarium avec l'espèce Labidochromis caeruleus qui lui est proche, au risque de les hybrider.

### Maintenance
Il faudra garder à l'esprit qu'un Cichlidae est par définition territorial et donc se doit d'être maintenu dans un volume de taille respectant ses exigences et en compagnie d'espèces de provenance similaire (lac Malawi).
Comme la plupart des espèces de poissons du lac Malawi une température comprise en 22 °C et 26 °C est nécessaire pour une bonne maintenance, ainsi qu'un pH compris entre 7,2 et 8,2.

### Alimentation
Une alimentation à base de vers rouges ou vers de vase est fortement déconseillée.

### Reproduction
Les mâles sont plus grands adultes et présentent une coloration plus soutenue. Cette espèce est incubatrice buccale maternelle, les femelles gardent les œufs, larves et tout jeunes alevins environ trois semaines, protégés dans leur gueule (sans manger ou en filtrant très légèrement les micro-détritus). Les mâles peuvent se montrer très insistants dès les premières maturités sexuelles des femelles, il préférable de maintenir cette espèce en groupes de plusieurs individus, de manière à diviser l'agressivité d'un mâle dominant sur plusieurs individus. Tous les alevins naissent de couleur terne/pâle et ce n'est que vers une taille de 4/5 centimètres que les mâles commenceront à se déclarer, adopter un comportement plus territorial

### Croisement, hybridation, sélection
Il est impératif de maintenir cette espèce et le genre Labidochromis seul ou en compagnie d'autres espèces, d'autres genres, mais de provenance similaire (lac Malawi), afin d'éviter toute facilité de croisement. Le commerce aquariophile a également vu apparaitre un grand nombre de spécimens provenant d'Asie notamment et aux couleurs des plus inhabituelles ou albinos, à cause de la sélection, hybridation et autres procédés chimiques des laboratoires.

## Classification
Le nom valide complet (avec auteur) de ce taxon est Labidochromis chisumulae Lewis (d), 1982.
Labidochromis chisumulae a pour synonyme :
- Labidochromis chisumluae Lewis, 1982 (graphie incorrecte)

### Étymologie
Son épithète spécifique, chisumulae, fait référence à l'île de Chizumulu où cette espèce est endémique.

### Publication originale
- (en) D. S. C. Lewis, « A revision of the genus Labidochromis (Teleostei: Cichlidae) from Lake Malawi », Zoological Journal of the Linnean Society, Royaume-Uni, vol. 75, no 3,‎ 1982, p. 189-265 (ISSN 1096-3642, DOI https://doi.org/10.1111/j.1096-3642.1982.tb01947.x).